# Охаба-Лунге
Охаба-Лунге (рум. Ohaba Lungă) — село у повіті Тіміш в Румунії. Входить до складу комуни Охаба-Лунге.
Село розташоване на відстані 361 км на північний захід від Бухареста, 60 км на схід від Тімішоари.

## Населення
За даними перепису населення 2002 року у селі проживали 402 особи. Рідною мовою 401 особа (99,8%) назвала румунську.
Національний склад населення села:
| Національність | Кількість осіб | Відсоток |
| -------------- | -------------- | -------- |
| румуни         | 366            | 91,0%    |
| цигани         | 33             | 8,2%     |